# Slöinge
Slöinge ist ein Ort (tätort) in der schwedischen Provinz Hallands län und der historischen Provinz Halland.
Der Ort liegt an der Europastraße 6 zwischen Halmstad und Falkenberg. Im Jahr 1991 fanden Archäologen nahe dem Ort vermutliche Überreste eines zunächst eisenzeitlichen Herrensitzes. Der Hof war im Zeitraum 375–1000 n. Chr. bewohnt.

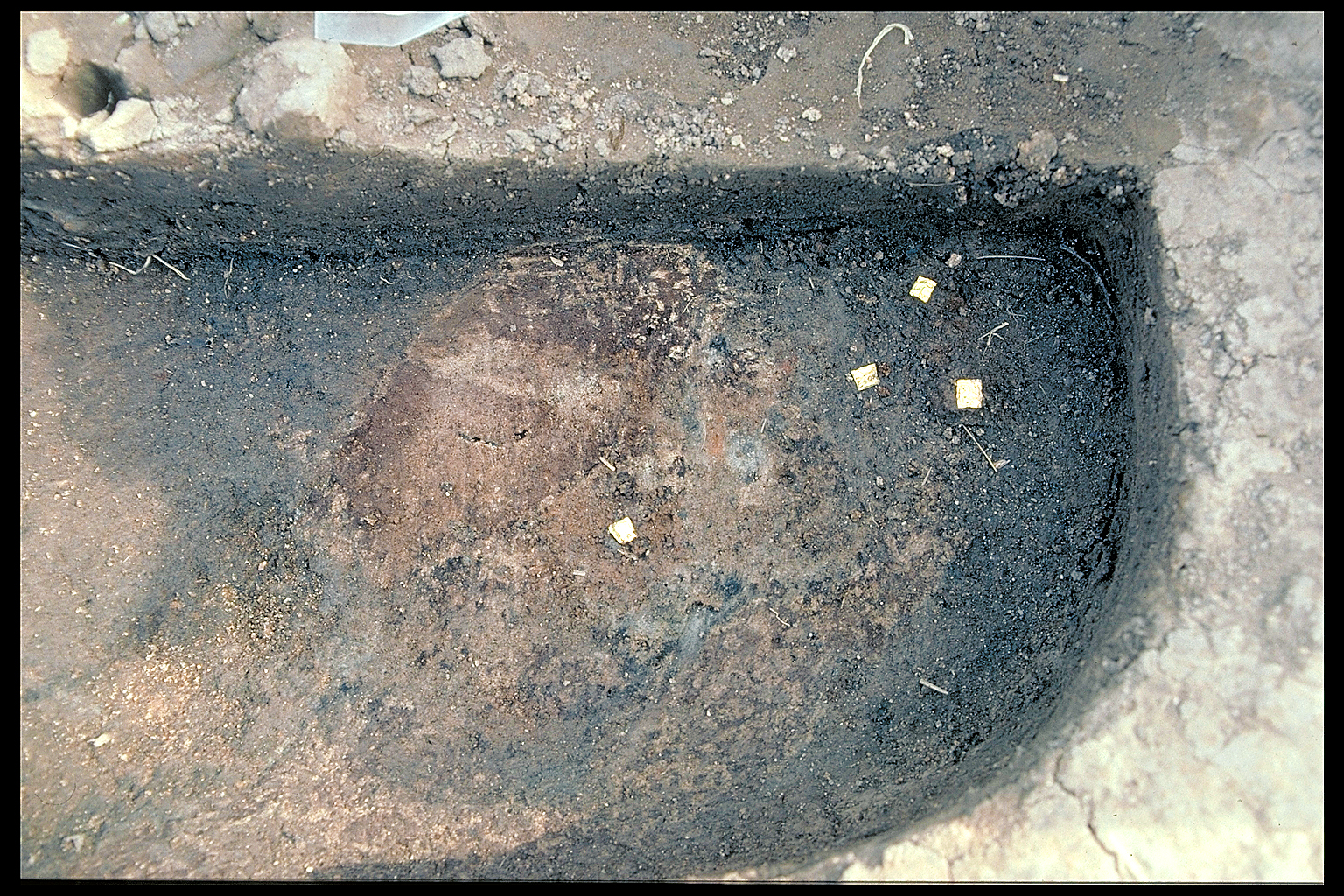
Vier Guldgubbe auf dem Wohnplatz Slöinge in Auffindsituation